# NGC 6386
NGC 6386 (również PGC 60367) – galaktyka spiralna (Sbc), znajdująca się w gwiazdozbiorze Smoka. Odkrył ją Lewis A. Swift 8 czerwca 1883 roku.